# LDAH
LDAH (англ. Lipid droplet associated hydrolase) – білок, який кодується однойменним геном, розташованим у людей на 2-й хромосомі. Довжина поліпептидного ланцюга білка становить 325 амінокислот, а молекулярна маса — 37 319.
| 10         |  | 20         |  | 30         |  | 40         |  | 50         |
| ---------- |  | ---------- |  | ---------- |  | ---------- |  | ---------- |
| MDSELKEEIP |  | VHEEFILCGG |  | AETQVLKCGP |  | WTDLFHDQSV |  | KRPKLLIFII |
| PGNPGFSAFY |  | VPFAKALYSL |  | TNRRFPVWTI |  | SHAGHALAPK |  | DKKILTTSED |
| SNAQEIKDIY |  | GLNGQIEHKL |  | AFLRTHVPKD |  | MKLVLIGHSI |  | GSYFTLQMLK |
| RVPELPVIRA |  | FLLFPTIERM |  | SESPNGRIAT |  | PLLCWFRYVL |  | YVTGYLLLKP |
| CPETIKSLLI |  | RRGLQVMNLE |  | NEFSPLNILE |  | PFCLANAAYL |  | GGQEMMEVVK |
| RDDETIKEHL |  | CKLTFYYGTI |  | DPWCPKEYYE |  | DIKKDFPEGD |  | IRLCEKNIPH |
| AFITHFNQEM |  | ADMIADSLKD |  | DLSKM      |  |            |  |            |

A: Аланін

C: Цистеїн

D: Аспарагінова кислота

E: Глутамінова кислота

F: Фенілаланін

G: Гліцин

H: Гістидин

I: Ізолейцин

K: Лізин

L: Лейцин

M: Метіонін

N: Аспарагін

P: Пролін

Q: Глутамін

R: Аргінін

S: Серин

T: Треонін

V: Валін

W: Триптофан

Кодований геном білок за функцією належить до гідролаз. 
Задіяний у таких біологічних процесах, як метаболізм ліпідів, деградація ліпідів, альтернативний сплайсинг. 
Локалізований у ендоплазматичному ретикулумі, ліпідних краплях.